# Frebécourt
Frebécourt è un comune francese di 321 abitanti situato nel dipartimento dei Vosgi nella regione del Grand Est.

## Società

### Evoluzione demografica
Abitanti censiti